# Son Toni Amer
Son Toni Amer és una possessió del terme municipal de Campos, Mallorca, situada entre les possessions de Son Amer, can Vinyola, can Casesnoves i es Gallicant. El 1663 pertanyia a l'honor Antoni Roca Amer, de la família del qual prengué el nom. Tenia cases i molí de sang. Era dedicada al conreu i a ramaderia ovina.

## Construccions
Les cases de la possessió actualment estan compostes de dos habitatges, arran d'una divisió de la propietat. Des del camí d'accés, el bloc més antic es troba a l'esquerra. Presenta una façana de dues plantes d'alçat, amb la principal coberta per una porxada més moderna, dotada de dos grans arcs rebaixats (un frontal i l'altra lateral). El portal forà és de llinda, amb un coll de cisterna a la seva part esquerre. Al damunt s'obren dues finestres amb ampit. Per la part lateral hi ha l'escala d'accés a la pallissa. Aquest bloc es troba unit al modern de la dreta a través d'una torre de defensa imbuïda en les estructures, la qual es pot contemplar des de l'exterior. La part més moderna presenta dues plantes d'alçat.

## Restes arqueològiques
A les terres de Son Toni Amer s'hi troba la necròpolis de Son Toni Amer, formada per un conjunt de cinc coves sepulcrals prehistòriques, conegudes amb el nom de cova d'en Gori Puça I, d'en Gori Puça II, de ses Capelletes, Tancada i d'en Joan Dents; essent la més notable la de ses Capelletes.